# Stayin' Alive
Stayin' Alive è un singolo del gruppo musicale Bee Gees, pubblicato il 13 dicembre 1977 come secondo estratto dalla compilation Saturday Night Fever, colonna sonora del film La febbre del sabato sera.

## Descrizione
Scritta dai tre membri del gruppo, i fratelli Barry, Robin e Maurice Gibb, e co-prodotta da Albhy Galuten e Karl Richardson, è rimasta negli anni una delle canzoni più celebri e popolari dei Bee Gees, in parte grazie al suo utilizzo nella prima sequenza dopo i titoli di testa de La febbre del sabato sera.

### Storia del brano
Il produttore esecutivo della colonna sonora Robert Stigwood, il quale era anche il manager dei Bee Gees, chiese al gruppo di scrivere un paio di canzoni per il film sul quale stava lavorando. In quel momento il film era ancora in uno stato di mero progetto, privo persino del titolo. Le uniche indicazioni che Stigwood poté dare ai fratelli Gibb furono di inserire riferimenti alla moda della musica disco che impazzava in quegli anni.
Stayin' Alive venne scritta nel giro di pochi giorni dai componenti della band e venne registrata agli Château d'Hérouville Studios vicino a Parigi. Durante le registrazioni del brano morì la madre del batterista Dennis Byron, che fu costretto ad interrompere i lavori, quindi i Bee Gees dovettero cercare un rimpiazzo, e non riuscendo a trovarne uno in quella zona della Francia decisero di registrare e riprodurre un nastro magnetico nel quale veniva ripetuto all’infinito un frammento di batteria di Night Fever, altro brano da loro appena realizzato e che avrebbe avuto molto successo; il gruppo accreditò poi le parti di batteria di Stayin' Alive ad un fantomatico "Bernard Lupe".
La RSO Records, l'etichetta discografica del gruppo, voleva che la canzone venisse chiamata Saturday Night, in modo da fungere da title track per l'album, ma i tre fratelli insistettero per cambiare il titolo, poiché pensavano che fossero già presenti troppi brani che contenevano nel titolo e nel testo la parola "saturday" ("sabato"); c'era inoltre già una canzone, Night Fever, ad avere nel titolo la parola "night" ("notte"). Stigwood rivelò il titolo del film (nell'originale inglese Saturday Night Fever, quindi contenente anch'esso il termine saturday) al gruppo prima della realizzazione della canzone, e fu in quel momento che a Maurice Gibb venne l'idea di battezzare il brano Stayin' Alive, titolo che deriva da uno dei versi ripetuti nel ritornello.

## Promozione
Dopo La febbre del sabato sera, Stayin' Alive è stata inserita nella colonna sonora di decine di film, spesso con intenti diversi rispetto al suo primo utilizzo e principalmente in modo parodistico di esso. In una famosa scena del film comico L'aereo più pazzo del mondo, il brano (accelerato rispetto alla versione originale) fa da sottofondo ad una esagerata sequenza di danza, parodia del genere disco. La canzone è presente anche in In viaggio con Pippo, Un furfante tra i boy scout , A Night at the Roxbury, Tesoro mi si sono ristretti i ragazzi, Arthur e il popolo dei Minimei, Young @ Heart, Madagascar, Il cacciatore di ex (in versione remixata), Ted e Ready Player One.

## Successo commerciale
Il singolo mantenne la prima posizione della Billboard Hot 100 per quattro settimane, come pure in Canada, mentre in Australia e in Italia vi rimase per sette settimane, in Spagna per cinque settimane ed in Nuova Zelanda per due settimane. Il brano, spesso indicato come la signature song del gruppo, è ancora oggi molto ascoltato in numerose occasioni, in particolar modo quando si desidera ricreare le atmosfere degli anni settanta.
Nel 2004, Stayin' Alive è stata collocata alla 189ª posizione nella lista delle 500 migliori canzoni di tutti i tempi dalla celebre rivista Rolling Stone, mentre sempre nello stesso anno, è stata aggiunta nella AFI's 100 Years... 100 Songs alla nona posizione.

## Video musicale
Il videoclip utilizzava un'idea completamente differente rispetto a quella de La febbre del sabato sera. Nel video infatti, il gruppo esegue il brano sul set del film Sgt. Pepper's Lonely Hearts Club Band, che rappresentava uno scenario urbano. Fu realizzato anche un altro video per il brano, destinato al mercato europeo, in cui il gruppo interpretava Stayin' Alive in uno studio di registrazione, alternando sequenze riprese nelle strade di New York. Caratteristica particolare di questa seconda versione è il look di Barry Gibb, che insolitamente appare senza barba.

## Riconoscimenti
Per il brano, i Bee Gees ottennero un Grammy Award nel 1979 nella categoria "miglior arrangiamento vocale per due o più voci".
Nel corso degli anni Stayin' Alive ha ricevuto diversi riconoscimenti ed attestati. La canzone è stata inserita alla posizione 189 della lista delle 500 più grandi canzoni secondo la rivista Rolling Stone. Inoltre si è aggiudicata anche la quarantaseiesima posizione della Billboard's All Time Top 100.

## Classifiche

### Classifiche settimanali
| Classifica (1978)        | Posizione massima |
| ------------------------ | ----------------- |
| Australia                | 1                 |
| Austria                  | 2                 |
| Belgio (Fiandre)         | 2                 |
| Canada                   | 1                 |
| Europa                   | 1                 |
| Finlandia                | 2                 |
| Francia                  | 2                 |
| Germania                 | 2                 |
| Irlanda                  | 4                 |
| Italia                   | 1                 |
| Messico                  | 1                 |
| Norvegia                 | 4                 |
| Nuova Zelanda            | 1                 |
| Paesi Bassi              | 3                 |
| Regno Unito              | 4                 |
| Spagna                   | 1                 |
| Stati Uniti              | 1                 |
| Stati Uniti (dance club) | 3                 |
| Stati Uniti (R&B)        | 4                 |
| Sudafrica                | 1                 |
| Svezia                   | 3                 |
| Svizzera                 | 2                 |

### Classifiche di fine anno
| Classifica (1978) | Posizione |
| ----------------- | --------- |
| Australia         | 4         |
| Austria           | 6         |
| Belgio (Fiandre)  | 6         |
| Canada            | 9         |
| Francia           | 12        |
| Germania          | 5         |
| Italia            | 5         |
| Nuova Zelanda     | 6         |
| Paesi Bassi       | 7         |
| Spagna            | 4         |
| Stati Uniti       | 4         |
| Sudafrica         | 4         |
| Svizzera          | 5         |

### Classifiche di fine decennio
| Classifica (1970-79) | Posizione |
| -------------------- | --------- |
| Stati Uniti          | 11        |

## Cover
- Nel 1978 la cantante Mina ha interpretato questa canzone nel suo disco Mina Live '78.
- Gli N-Trance hanno prodotto una versione dance del brano nel 1995.
- Nel 2002 le Bandana, popolare gruppo pop argentino, ha pubblicata una cover della canzone rivisitata in spagnolo nel loro secondo album Noche.
- Nel 2004 il gruppo rockabilly Hormonauts ne realizza una versione country.
- Nel 2005 Ozzy Osbourne ha realizzato una cover in coppia con Dweezil Zappa, la canzone è apparsa sul terzo CD del box set Prince Of Darkness.
- Nel 2009 Jovanotti ha inserito nell'album live OYEAH una propria versione del brano.
- Nel 2013 i Capital Cities hanno pubblicato una loro versione del brano nel singolo "Kangaroo Court"[34]
- Il 26 febbraio 2014 a Brisbane, a pochi km dalla casa dei fratelli Gibbs, Bruce Springsteen ha eseguito una cover del brano in apertura del suo concerto.
- Nel 2025 i Jonas Brothers realizzano una canzone dal titolo Don’t talk to me che riprende musicalmente il ritornello di Staying Alive

## Curiosità
Il ritornello della canzone, in particolare lo spezzone in cui viene ripetuto più volte "Ah, ah, ah, ah, stayin' alive, stayin' alive", viene spesso utilizzato nelle esercitazioni delle manovre di rianimazione cardio-polmonare (RCP) in cui il soccorritore preme con i palmi delle mani giunte sullo sterno della persona da rianimare; seguendo il ritmo della canzone è possibile eseguire le compressioni correttamente in quanto il brano è caratterizzato da una velocità di 103 BPM, ideale per una sollecitazione che deve indurre al recupero da un arresto cardiaco.